# (89959) 2002 NT7
(89959) 2002 NT7 – planetoida z grupy Apolla o średnicy 1,407 km, odkryta w lipcu 2002 roku w ramach programu Lincoln Near-Earth Asteroid Research. Planetoida jest klasyfikowana jako obiekt bliski Ziemi (NEO) i potencjalnie niebezpieczny (PHA).
Po wstępnym obliczeniu orbity uznano, że planetoida ta znajduje się na kursie kolizyjnym z Ziemią, a do zderzenia miało dojść 1 lutego 2019. Planetoida otrzymała 0,06 punktów w tzw. skali Palermo. Był to pierwszy przypadek w historii obserwacji, gdy obiekt astronomiczny otrzymał dodatnią wartość w tej skali. Kolejne obserwacje pozwoliły dokładniej obliczyć parametry orbity i dowiodły, że planetoida jednak nie zagraża Ziemi. Już 1 sierpnia 2002 usunięto ją z tabeli obiektów z wysokim ryzykiem zderzenia z Ziemią. Według danych z Jet Propulsion Laboratory planetoida (89959) 2002 NT7 minęła Ziemię 13 stycznia 2019 w odległości 0,408 au i było to jej największe zbliżenie do Ziemi od roku 1900.